# Anton Smolski
Anton Andrejewitsch Smolski (belarussisch Антон Андрэевіч Смольскі, * 16. Dezember 1996 in Pjassotschnaje, Rajon Kapyl, Minskaja Woblasz) ist ein belarussischer Biathlet. Sein größter Erfolg ist der Gewinn der Silbermedaille im Einzel bei den Olympischen Winterspielen 2022.

## Karriere

### Anfänge
Anton Smolski bestritt sein erstes internationales Rennen bei den Jugendweltmeisterschaften 2015 in seinem Heimatland in Minsk. Im Sprint wurde er 53. und konnte sich in der anschließenden Verfolgung auf den 42. Rang verbessern. In der folgenden Saison startete er in zwei Rennen im erstmals ausgetragenen IBU-Junior-Cup. In der Saison 2016/17 nahm er dann an allen Rennen des Juniorcups teil, konnte zwei Podestplätze erzielen und wurde Achter in der Gesamtwertung. In den den Juniorcup abschließenden Junioreneuropameisterschaften und Juniorenweltmeisterschaften lief er erstmals auf das Podest. Bei der Junioren-EM in Nové Město gewann Smolski Bronze im Einzel, bei der Junioren-WM in Osrblie konnte er sich, nach einem vierten Platz im Sprint, in der Verfolgung um einen Platz verbessern und wurde Dritter. Am Saisonende startete Smolski erstmals im IBU-Cup, seine besten Ergebnisse in dieser Restsaison waren ein 24. Platz im Sprint sowie zwei Top-Ten-Ergebnisse mit der Mixed- beziehungsweise Single-Mixed-Staffel.

### Erster Weltcupeinsatz und Olympische Spiele (2017–2021)
Zu Beginn der olympischen Saison 2017/18 startete Smolski zum ersten Mal im Weltcup. Zusammen mit Iryna Kryuko bestritt er das erste Rennen und wurde Elfter im Single-Mixed-Wettbewerb. In Le Grand-Bornand startete er im Sprint zum ersten Mal in einem Einzelwettkampf und erreichte den 90. Platz. Die ersten beiden Rennen im neuen Jahr bestritt er dann im IBU-Cup und startete in Ruhpolding wieder im Weltcup und wurde 85. im Einzel. Bei den Olympischen Winterspielen in Pyeongchang erreichte er im Sprint den 35. und in der Verfolgung den 33. Platz. Mit der belarussischen Staffel wurde er Achter, dies war das beste Ergebnis seit zwei Jahren für die Staffel. Dieses Staffelergebnis konnte in Oslo wiederholt werden. Mit einem 41. Platz im Sprint in Tjumen verfehlte er seine ersten Weltcuppunkte um einen Platz.
Die Saison 2018/19 begann für Smolski mit Ergebnissen außerhalb der Punkteränge. Zu Beginn des zweiten Trimesters in Oberhof erreichte er dann mit einem 26. Platz erstmals die Punkteränge, dies blieben aber auch die einzigen Punkte in dieser Saison. Bei seinen ersten Weltmeisterschaften in Östersund war sein bestes Ergebnis ein 58. Platz im Einzel. Im nächsten Winter erreichte Smolski gleich zum Weltcupauftakt in Östersund mit einem 35. Platz Weltcuppunkte. Sein bestes Saisonergebnis erzielte er im März in Kontiolahti, wo er den 14. Rang in der Verfolgung belegte. Als bester Athlet des belarussischen Teams stand er am Saisonende auf Rang 36 des Gesamtweltcups. In der folgenden Saison konnte Smolski seine besten Ergebnisse zwar nicht unterbieten, lief aber in fast jedem Einzelrennen, in dem er eingesetzt wurde, in die Punkteränge. Mit der Mixedstaffel gelang ihm in Oberhof mit einem vierten Platz das beste Ergebnis in fast sechs Jahren. Vor allem läuferisch zeigte Smolski Verbesserungen zur letzten Saison. Er konnte am Ende der Saison auf den 26. Platz in der Gesamtwertung vorrücken und war damit wie im Vorjahr bester Belarusse.

### Durchbruch im Weltcup und olympisches Silber (seit 2021/22)
Mit Beginn der neuen Saison gab es auch die ersten Top-Resultate für Smolski. Nach verhaltenem Start in Östersund gab es in Hochfilzen gleich das erste Podest, beim Sieg Johannes Kühns gelang ihm im Sprint Rang 3. In der Verfolgung erreichte Smolski mit dem sechsten Rang erneut eine Top-10-Platzierung. Auch mit der Männerstaffel und in Sprint und Verfolgung in Annecy kamen Ergebnisse in den besten Sechs zustande. Wie zu Beginn des letzten Jahres gelang der Mixedstaffel in Oberhof ein starkes Ergebnis, zusammen mit Mikita Labastau, Hanna Sola und seiner damaligen Lebensgefährtin Dsinara Alimbekawa gelang Smolski der zweite Platz hinter Norwegen. Die nächsten Einzelpodeste ließen nicht lange auf sich warten, eine Woche später in Ruhpolding lief er sowohl in Sprint als auch in Verfolgung auf Platz 3. Mit Labastau, Dsmitryj Lasouski und Maksim Warabej war auch ein Podestplatz für die Herrenstaffel dabei, zum letzten Mal gelang dies einer solchen Staffel in der Saison 2005/06. Für die Olympischen Spiele in Peking wurde Smolski als bester Athlet seines Teams nominiert. Nach einem sechsten Rang in der Mixedstaffel gelang dem 25-jährigen dann Historisches, als er im Einzel mit fehlerfreiem Schießen die Silbermedaille gewann. Nach Aljaxej Ajdarau 1998 und Sjarhej Nowikau 2010 ist Smolski damit der dritte Medaillengewinner seines Heimatlandes im Biathlon. Nach den Olympischen Spielen konnte er durch die Sperre aller belarussischer Athleten keine weiteren internationalen Wettkämpfe bestreiten. Nachdem Smolski nach den Wettbewerben in Antholz noch in den Top Ten der Weltrangliste geführt wurde, fiel er zum Saisonende auf Rang 19 zurück. Dennoch war dies sein bestes Karriereresultat. Im Winter 2022/23 nahm Smolski wie der größte Teil der Nationalmannschaft am neu benannten Commonwealth Cup des russischen Verbands teil und gehörte zu den erfolgreichsten Athleten. Zudem nahm er am Saisonende an den russischen Meisterschaften teil und gewann Bronze mit der Herrenstaffel sowie Silber im Massenstart.

## Statistiken

### Weltcupplatzierungen
Die Tabelle zeigt alle Platzierungen (je nach Austragungsjahr einschließlich Olympische Spiele und Weltmeisterschaften).
- 1.–3. Platz: Anzahl der Podiumsplatzierungen
- Top 10: Anzahl der Platzierungen unter den ersten zehn (einschließlich Podium)
- Punkteränge: Anzahl der Platzierungen innerhalb der Punkteränge (einschließlich Podium und Top 10)
- Starts: Anzahl gelaufener Rennen in der jeweiligen Disziplin
- Staffel: inklusive Mixed- und Single-Mixed-Staffeln

| Platzierung               | Einzel | Sprint | Verfolgung | Massenstart | Staffel | Gesamt |
| ------------------------- | ------ | ------ | ---------- | ----------- | ------- | ------ |
| 1. Platz                  |        |        |            |             |         |        |
| 2. Platz                  |        |        |            |             |         |        |
| 3. Platz                  |        | 2      | 1          |             | 1       | 4      |
| Top 10                    |        | 3      | 3          |             | 15      | 21     |
| Punkteränge               | 7      | 18     | 12         | 3           | 32      | 72     |
| Starts                    | 11     | 35     | 22         | 3           | 32      | 103    |
| Stand: Saisonende 2021/22 |        |        |            |             |         |        |

### Olympische Winterspiele
Ergebnisse bei Olympischen Winterspielen:
|                                             | Einzelwettbewerbe | Einzelwettbewerbe | Einzelwettbewerbe | Einzelwettbewerbe | Staffelwettbewerbe | Staffelwettbewerbe |
| Einzel                                      | Sprint            | Verfolgung        | Massenstart       | Herrenstaffel     | Mixedstaffel       |                    |
| ------------------------------------------- | ----------------- | ----------------- | ----------------- | ----------------- | ------------------ | ------------------ |
| Olympische Winterspiele 2018 \| Pyeongchang | –                 | 35.               | 33.               | –                 | 8.                 | –                  |
| Olympische Winterspiele 2022 \| Peking      | 2.                | 10.               | 14.               | 17.               | 8.                 | 6.                 |

### Biathlon-Weltmeisterschaften
Ergebnisse bei Weltmeisterschaften:
| Weltmeisterschaft | Weltmeisterschaft | Einzelwettbewerbe | Einzelwettbewerbe | Einzelwettbewerbe | Einzelwettbewerbe | Staffelwettbewerbe | Staffelwettbewerbe | Staffelwettbewerbe |
| Jahr              | Ort               | Einzel            | Sprint            | Verfolgung        | Massenstart       | Herrenstaffel      | Mixedstaffel       | S.-M.-Staffel      |
| ----------------- | ----------------- | ----------------- | ----------------- | ----------------- | ----------------- | ------------------ | ------------------ | ------------------ |
| 2019              | Östersund         | 58.               | 77.               | –                 | –                 | 10.                | 13.                | –                  |
| 2020              | Antholz           | 34.               | 15.               | 38.               | –                 | 9.                 | 12.                | –                  |
| 2021              | Pokljuka          | 28.               | 32.               | 33.               | –                 | 9.                 | 14.                |                    |

### Europameisterschaften
Ergebnisse bei den Europameisterschaften:
| Europameisterschaft | Europameisterschaft | Einzelwettbewerbe | Einzelwettbewerbe | Einzelwettbewerbe | Einzelwettbewerbe | Staffelwettbewerbe | Staffelwettbewerbe |
| Jahr                | Ort                 | Einzel            | Sprint            | Verfolgung        | Supersprint       | Mixedstaffel       | S.-M.-Staffel      |
| ------------------- | ------------------- | ----------------- | ----------------- | ----------------- | ----------------- | ------------------ | ------------------ |
| 2018                | Ridnaun             | –                 | 57.               | DNS               | nicht ausgetragen | –                  | –                  |
| 2019                | Minsk               | 63.               | 22.               | 7.                | nicht ausgetragen | –                  | –                  |
| 2020                | Minsk               | –                 | 7.                | 15.               | 11.               | 4.                 | –                  |

### Juniorenweltmeisterschaften
Ergebnisse bei den Jugend- und Juniorenweltmeisterschaften:
| Weltmeisterschaften | Weltmeisterschaften | Einzel | Sprint | Verfolgung | Staffel |
| Jahr                | Ort                 | Einzel | Sprint | Verfolgung | Staffel |
| ------------------- | ------------------- | ------ | ------ | ---------- | ------- |
| 2015                | Minsk               | –      | 53.    | 42.        | –       |
| 2017                | Osrblie             | 20.    | 4.     | 3.         | 7.      |